# Haage & Partner
Haage & Partner — немецкая компания, образованная в 1995 году. Занималась распространением программного обеспечения, для которого была эксклюзивным дистрибьютором. Программное обеспечение было для операционных систем Microsoft Windows и Mac OS. В основном действовала на территории Германии, Австрии и Швейцарии.
Другой сферой деятельности являлся перевод на немецкий язык программного обеспечения и документации. В некоторых случаях производилась создание новой упаковки и структурирование. Компания управляла медиаконтентом, рекламой, презентациями и выставками, осуществляла немецко- и англоязычную поддержку, поддержку реселлеров и выпуском печатного и интернет медиаконтента.
После прекращения деятельности Commodore International в 1994 году, последующие обладатели торговой марки Amiga предоставили Haage & Partner лицензию на обновление операционной системы AmigaOS. В дальнейшем компанией было разработано ядро операционной системы WarpOS, впоследствии послужившее основой для AmigaOS 4.